# Baldomero Fernández Moreno
Baldomero Fernández Moreno (Buenos Aires, 15 de noviembre de 1886-Buenos Aires, 7 de junio de 1950) fue un poeta y médico rural argentino, académico de número de la Academia Argentina de Letras. Su poesía, universal y hondamente nacional al mismo tiempo, ha inmortalizado la estética de los barrios porteños y la cálida placidez de las provincias y sus características rurales. Fue llamado «el poeta caminante» con rasgos de flâneur, figura que recorre la ciudad poetizando.
Su poema más recordado es «Setenta balcones y ninguna flor». Se destacan también «Una estrella», «El poeta y la calle», «Soneto de tus vísceras» y «La vaca muerta», y sus libros de poemas Versos de Negrita, Intermedio provinciano y Ciudad.
En el frente sur del Obelisco de Buenos Aires se encuentra inscripto el soneto que dedicó a este reconocido símbolo de la ciudad y del país.

## Biografía
Baldomero Eugenio Otto Fernández Moreno nació el 15 de noviembre de 1886 en el barrio de Montserrat, ubicado en la ciudad de Buenos Aires. Fue el primogénito del comerciante español Baldomero Fernández, oriundo de Bárcena de Cicero, Cantabria y de Amelia Moreno, ciudadana española, nacida en Bocígano, Guadalajara.

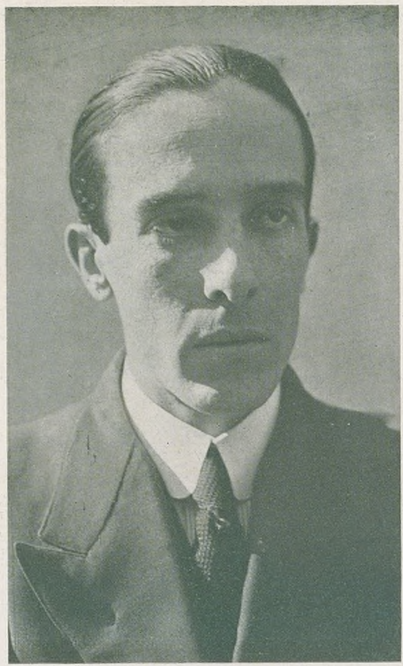
Baldomero Fernández Moreno en la revista Plus Ultra de junio de 1916

En 1892 partió con su familia a Bárcena de Cícero. En 1897, su padre regresó a Buenos Aires y entre 1898 y 1899 vivió en Madrid en la casa de unos tíos.
Posteriormente, se trasladó de Barcelona rumbo a Buenos Aires en el Cataluña, reuniéndose en Montevideo con su padre y su tío, el médico cirujano Avelino Gutiérrez, Profesor Titular de Anatomía de la Facultad de Medicina de la Universidad de Buenos Aires y Director del Hospital Español de Buenos Aires.
Tras cursar los primeros dos años de estudios secundarios en el Liceo Ibérico Platense, en 1902 pasó al Colegio Nacional de Buenos Aires (momentáneamente llamado Colegio Nacional Central), donde se graduaría, y al que le dedicaría años más tarde la Elegía al Colegio Nacional Central. En esos años escribió sus primeros poemas. Influenciado por Avelino Gutiérrez y el médico español José María Carrera, en 1904, con 17 años, ingresó a la Facultad de Medicina de la Universidad de Buenos Aires.
En 1906 efectuó prácticas en la Asistencia Pública en la ciudad de La Plata y entre 1910 y 1914 en el Hospital Español. Por aquellos años publicó algunos versos en El Diario Español. En 1912 se doctoró con su tesis Tratamiento de las Fístulas y Artritis Tuberculosas por la Pasta de Sub-Nitrato de Bismuto, apadrinada por el doctor Ángel Gutiérrez, Jefe del Servicio de Ginecología y Cirugía General de Mujeres del Hospital Español y dedicada a su familia, al Director del Hospital Español José Badía y a Avelino Gutiérrez.
Ese mismo año, se estableció en la ciudad de Chascomús, donde ejerció la medicina. En octubre visitó la ciudad el poeta Belisario Roldán, quien lo recomendó al médico Fernando Álvarez, hermano de José Sixto Álvarez (alias Fray Mocho), el director de la revista Caras y Caretas, pero las poesías que envió no fueron publicadas. Dos años después se mudó a Catriló, provincia de La Pampa.

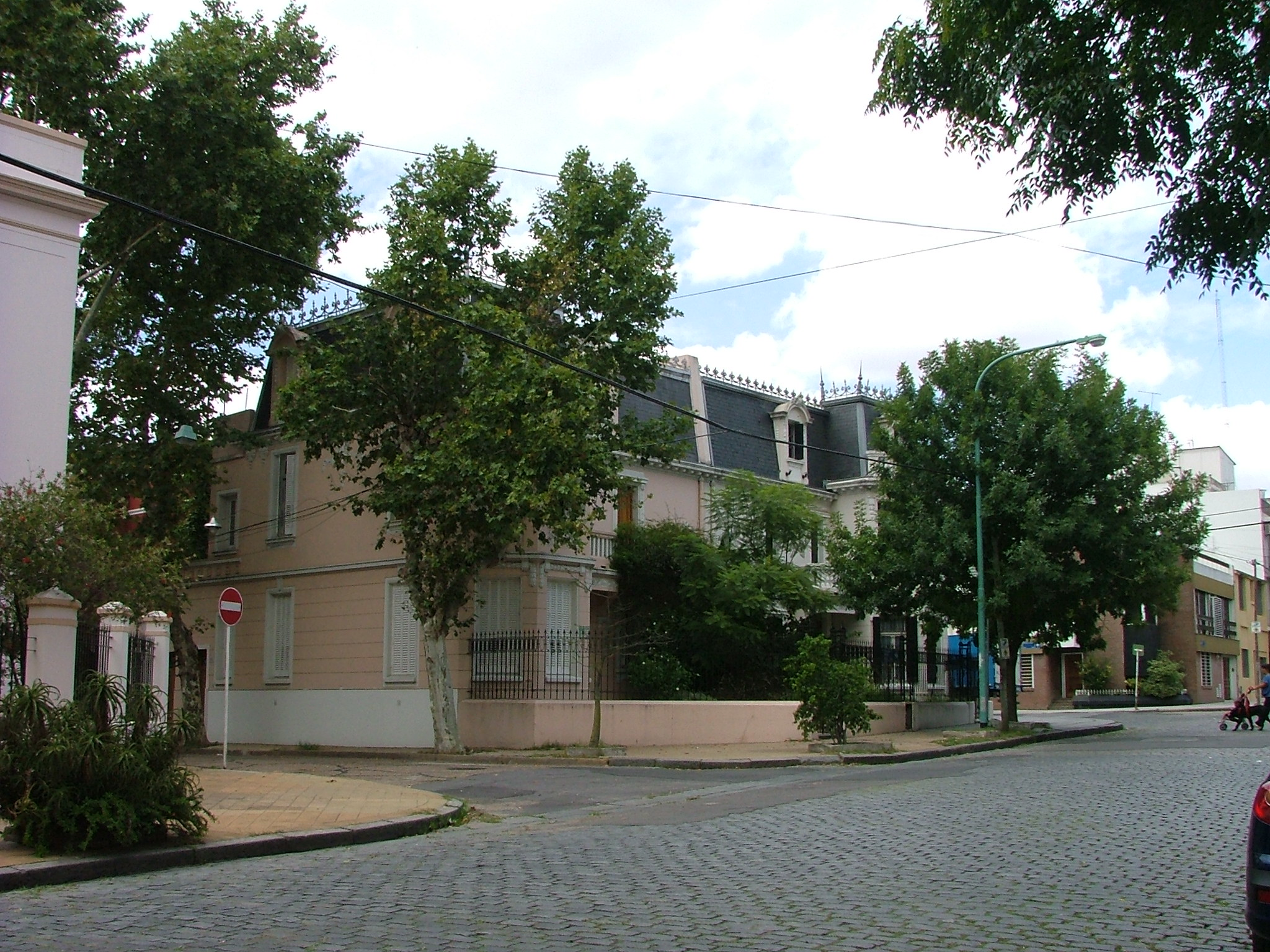
La última casa donde vivió el poeta, ubicada en la intersección de las calles Bilbao y Rivera Indarte, en el barrio porteño de Flores.

Luego de unos meses regresó a Buenos Aires. Allí siguió escribiendo y realizando su labor como médico en el barrio de Floresta. En 1915, con la ayuda de su amigo Nicanor Newton, editó su primer libro, Las iniciales del misal, dedicado a Rubén Darío. Un año después, publicó Intermedio provinciano y Ciudad. En 1917 tuvo una breve estadía en Huanguelén, provincia de Buenos Aires.
En enero de 1919 se casó con Dalmira del Carmen López de Osornio, Negrita, oriunda de Chascomús y el 26 de noviembre nació su primer hijo, César, que inspiraría su libro El hijo. En 1920 regresó a Buenos Aires y trabajó en el Servicio de Dermatología del Hospital Español, dirigido por el doctor Pedro Baliña, pero en 1924, a los 38 años y tras 20 años en la profesión, abandonó la práctica de la medicina para dedicarse a la poesía. En 1926 nació su hija Dalmira, que moriría al año.
En noviembre de 1928 integró la primera Comisión Directiva de la Sociedad Argentina de Escritores. Continuó escribiendo y trabajando como profesor de literatura en el Colegio Nacional Mariano Moreno y de historia en la Escuela Nacional de Comercio N° 4. En 1936 publicó su libro Romance a mis chapas de médico.
Su tercer hijo, Ariel, falleció a los 10 años por difteria en 1937. Este trágico hecho lo sume en un cuadro de depresión que se refleja en su libro Penumbra, publicado ese mismo año. En 1938 obtuvo el Premio Nacional de Poesía por Dos poemas, Romances y Seguidillas.
Tuvo dos hijos más, Manrique y Clara, y el 30 de mayo de 1945 nació su primera nieta, Marcela, primogénita de su hijo César, que inspiraría el Libro de Marcela (1946). De todas maneras, la depresión no lo había abandonado: entre 1942 y 1946 había concurrido a una clínica psiquiátrica de Floresta, permaneciendo internado algún tiempo, pero su situación empeoró.  
En 1949 tuvo un primer accidente cerebrovascular. Finalmente, el 7 de junio de 1950, sufrió un segundo ACV que le ocasionó la muerte, en su casa ubicada en la calle Francisco Bilbao 2384, en el barrio de Flores de la ciudad de Buenos Aires. Fue sepultado en el cementerio de la ciudad de Chascomús.   
En su honor, fueron nombradas una calle de Buenos Aires (a pocas cuadras de su residencia definitiva), una de las estaciones del ferrocarril Urquiza, la Escuela de Comercio n.° 4 (donde fue profesor de literatura), la escuela primaria n.° 39 de la localidad bonaerense de Moreno, la escuela primaria n.° 32 de la ciudad de Chivilcoy, provincia de Buenos Aires y el Jardin Nº 911 de la localidad de Morea, partido de 9 de Julio, pcia de BS AS.

## Obras
- Las iniciales del misal (1915)
- Intermedio provinciano (1916)
- Ciudad (1917)
- Por el amor y por ella (1918)
- Campo argentino (Provincia de Buenos Aires) (1919)
- Versos de Negrita (1920)
- Nuevos poemas: Ciudad; Intermedio provinciano; Campo argentino (Provincia de Buenos Aires) (1921)
- Canto de amor, de luz y de agua (1922)
- Mil novecientos veintidós (1922)
- El hogar en el campo (1923)
- Aldea española (1925)
- El hijo (1926)
- Décimas (1928)
- Último cofre de Negrita (1929)
- Sonetos (1929)
- Cuadernillos de verano (1931)
- Dos poemas (1935)
- Seguidillas (1936)
- Romances (1936)
- Continuación (1938)
- Yo, médico; yo, catedrático (1941)
- Buenos Aires: ciudad, pueblo, campo (1941)
- Tres poemas de amor (1941)
- Sonetos cristianos (1942)
- San José de Flores (1943)
- La mariposa y la viga (1947)

### Características
Sus versos eran cuidados y sencillos. Tenía un especial cuidado de la palabra, una lírica permanentemente emotiva.
No hacía distinción entre una realidad poética y otra que no lo fuera. Siempre consideró que si el hombre se permite ser poeta, todo lo que mira puede transmutarlo en poesía. Consideraba que podía ser poesía tanto una mata de hierba como una vereda en la ciudad o en el campo, un molino, o las vísceras del cuerpo humano.

### Influencia en otros autores
Tanto Jorge Luis Borges como Ezequiel Martínez Estrada analizaron su mirada poética para captar la realidad urbana y rural.
Borges aseguró que, con su primer poemario, «Fernández Moreno había mirado a su alrededor», realizando «un acto que siempre es asombroso y que en 1915 era insólito» y «revolucionario». Según Borges, Buenos Aires fue «vista para siempre» en algunos de sus versos.[cita requerida] También examinó al autor citando un poema titulado «Paisaje» que, con paradigmática sencillez, describe la provincia y la pampa en breves trazos:

Ocre y abierto en huellas, el camino
separa opacamente los sembrados…
Lejos, la margarita de un molino.
Baldomero Fernández Moreno

Para Martínez Estrada, autor de Radiografía de la pampa (1933), Fernández Moreno era «el poeta de Buenos Aires y el de nuestros campos y pueblos», señalándolo además como «el primer autor que en nuestro medio focaliza en el centro de su obra, sin preocuparse del mundo literario que lo circunda».
Mario Benedetti, quien vivió en Buenos Aires entre 1938 y 1941, lo consideró como su maestro, aun sin conocerlo, porque su obra fue reveladora para la poesía que buscaba, elogiando su forma clara y sencilla de escribir.
Leopoldo Lugones también fue admirador de su obra, por los temas que abarcó.[cita requerida]

## Premios y distinciones
- Premio Nacional de Poesía (1938)
- Gran Premio de Honor de la SADE (1949)
- Fue académico de número de la Academia Argentina de Letras, donde ocupó el sillón n.º 12: «Ricardo Gutiérrez»